# Björkö friherreskap
Björkö friherreskap var ett friherreskap under mitten av 1600-talet i Viborgs län (nuvarande Ryssland). Friherreskapet förlänades år 1651 till friherren och riksrådet Hans Wachtmeister. Förläningen drogs in i samband med den stora reduktionen år 1680.